# 乱飛乱外
『乱飛乱外』（らっぴらんがい）は、田中ほさなによる日本の漫画。『月刊少年シリウス』（講談社）にて連載。戦国時代を背景に、お家再興の重責を負わされた少年と、彼に仕える個性的な女忍者（くノ一）の奮闘を描く。

## あらすじ
時は戦国時代。農村のはずれに住む雷蔵は、額に一本の「角」を持つ少年。その特異な容姿ゆえに、彼は人々から「鬼っ子」と恐れ疎まれ、孤独な生活を送っていた。
ある日、雷蔵は川で溺れていた少女を助け、家に匿う。その少女「かがり」と親しくなったのも束の間、彼女と追っ手との闘いに巻き込まれる雷蔵。闘いの中で、かがりが刀家に仕える忍者であること、そして雷蔵こそが刀家の血を継ぐただ一人の嫡子であることが明らかになる。
突如として武家の跡取りとしての責務を負わされた雷蔵。その日から雷蔵のもとに続々と女忍者（くノ一）たちが集まり、お家再興に向けての大奮闘が始まるのだった。

## 登場人物

### 主要人物
雷蔵（らいぞう）
刀家の血を引き、額に一本の「角」を持つ少年。
その容姿ゆえ、周囲から「鬼っ子」と呼ばれ恐れられ、人と接する機会を持てずに育った。特に同年代の女の子から疎まれてきたことが極度のトラウマになっていて、ときおり廃人寸前の状態にまで落ち込んでしまう。また、その経験から「反抗＝死」「命じられるままに行動していればいつかは許してもらえる」という受動的な考え方をする場面も多い。欠点も多々あるものの、本質的には心優しく正義感のある若者である。
ずっと一人暮らしだったため炊事洗濯もうまく、逆に臣下のはずのかがりらは全員家事が苦手なせいで旅を始めてからは身の回りの雑用はすべて雷蔵がこなしている。
行く先々の国々で姫君達と出会うが、お家再興目的のために彼女らを騙して利用することに罪悪感を抱き、姫君ら全員に本気で慕われているにもかかわらず、毎回彼女らの前から逃げるように姿を消してしまう。
「隠切の太刀」（おにきりのたち）という、通常は鞘から抜けない刀で星眼のものを含め、あらゆる忍びの術を破ることができる。
「百活修法の行」終了時に「かがりと接吻はしていない」事実を漏らしてしまい、かがりを星眼方に攫われてしまう。落ち込んだところを探女の鏡地獄にとらわれたが、姫君たちの言葉を集めた祈りで復活。修羅雪に覚悟を示したのち、如火、姫丸とともに異天城攻略に臨む。探女をはじめとした忍びにかかった外術を切り進むも、術で操られてしまったかがりと相対して動揺、囚われの身となってしまう。引き渡しの日に邪体合を発症したかがりを接吻で救い、怨敵・冠木星眼を討ち取った。その後、異天城を本拠、これまでの3人に加えて百花忍び軍を配下として刀家の再興をなしえた。
母上
死して位牌となっても、なお雷蔵のことを見守っている雷蔵の母。しかし、雷蔵の出生のことなど何も言わずに逝ってしまった困った人。
本名は「雫（しずく）」。もともとは刀隣国の巫女。神木に奉げる人身御供になりかけたところを刀の御曹司・夷蔵（後の刀城城主、雷蔵の父親）に助けられ、彼に生涯の愛を誓った。なお、現在の彼女の魂は位牌でなく、このときに自らの髪の毛で作った紙縒りに宿っていると思われる。
位牌の姿でも驚くほど自律的に動くことができ、本道に外れた行いに走る息子を一喝するほか、畳や地面に字を書くことで意思の疎通ができるが、そのためお家再興が進まないといずれ悪霊として化けて出るのではないかと、幽霊嫌いのくノ一達3人には怖がられてもいる。
かがり
雷蔵に仕える、伊賀の里のくノ一の一人。グラマーな体型でかなりのドジだが、純真で意志の強い少女。
「接吻を交わしたる男子」に見つめられることで体が鋼並みの防御力になり、体力も無敵の強さを発揮する「神体合」（しんたいごう）という気功術の使い手。神体合発動中は全身に刺青が浮き出る。また多少傷を負っても神体合が発動すると即座に治癒する。現在は雷蔵が神体合の発動条件になっている。しかし、この術は思い人が他人に心を移すと廃人同様になるという弱点もある。実際は雷蔵と接吻したわけではなく、かがりがそう思い込んでいるだけ。また、見つめられていても思い人の目が死んでいる場合などは半分（防御力か金剛力のどちらか）しか機能しない様子である。如火によれば、「見つめられることで愛を感じて金剛力を発揮する乙女の技」とのことで、思い込みが激しく、照れ屋（もしくは初心）な性格が鍵となっている様子。
雷蔵に対しては主従を越えた深い愛情を抱いており、お家再興目的のためとはいえ雷蔵が他の家の姫君と仲良くし出すと嫉妬の涙を流しつつ耐えている。
「百活修法の行」終了時に雷蔵が漏らした「接吻はしていない」事実を知って愕然としたところを星眼方に攫われてしまう。賓客として遇され、多少打ち解けてもなお、主は雷蔵一人とするかがりだったが、業を煮やした星眼によって外術「虚現」で記憶を書き換えられ、雷蔵を怨敵、星眼が主君と洗脳されてしまう。助けに来た雷蔵たちと相対したかがりだったが、記憶の中の殿（＝雷蔵）と眼前の星眼との矛盾で邪体合を発症し石化してしまった。想いを伝えた雷蔵の口づけで石から解放され、絆を再確認して星眼を討つ。
少年シリウスでの作品紹介の登場人物紹介では「篝（かがり）」と表記されている。
如火（きさらび）
雷蔵に仕える伊賀の「くノ一」の一人。かがりに匹敵するグラマーで爆薬・火薬に精通する。銃の名手で百発百中の射撃精度を発揮する「羅仙眼」（らせんがん）の使い手。羅仙眼を使用するとき以外は、右目に眼帯をしているが、前髪で隠しているため目立つことはない。
くノ一の中では最年長で一番冷静沈着な大人の女性。雷蔵にも厳しい意見を唱えることが多いが、かがり同様雷蔵に強い想いを抱いており、雷蔵から褒められると嬉しさから顔を赤らめるなど、ツンデレに近い性格である。
姫丸（ひめまる）
雷蔵に仕える伊賀のくノ一の一人だが、実は男。忍の里で一番の美形だったので「くノ一」を目指す。縄と鋼腺（ワイヤー）を自在に操って戦い、薬と毒を使いこなす「薬活」（やっかつ）と変装（特に女装）の達人で、三味線を催眠術のように使い相手を自分の虜にする「夢弦」（むげん）の使い手。また、罠の仕掛けにも優れている。
雷蔵に対しては性別に関係なく主従以上の強い想いを抱いているが、そのため別の意味で危険を感じる雷蔵やかがりらから警戒されている部分もある。
実家は服部家という伊賀の郷士。侍にしたいと一人息子を鍛える（しごきまくる）父・十蔵を嫌い、7歳の頃に忍びの里にやってきた。本人曰く、「このままではいずれ自分は父を殺しかねない」と感じていたとか。なお、容姿は性別と髪の長さを除いて、死別した母親に瓜二つ。
みずち
伊賀のくノ一の一人で、暗活（あんかつ）という暗殺術の使い手。4人の中では一番幼い。
かがりのことを「姉（ねえ）」と呼び、慕っている。が、度を越えており、かがりの神体合の発動条件が雷蔵と知ると、血の涙を流し、雷蔵を亡き者にしようとするほど。かがりを泣かせる者には容赦はない。
合流まで、金銭を理由に星眼の元にいた。まだ雷蔵を主とは認めていないので4人の旅には同行しないが、雷蔵をどこかの姫君に婿入りさせれば、かがりもお役御免で引き離せると考え、花嫁候補の姫君の情報を送る役目となっている。
『少年シリウス』での作品紹介の登場人物紹介では「蛟（みずち）」と表記されている。
メインとなるくノ一たち3人が単行本の表紙を飾ってきた中で、唯一表紙に選ばれていない（4巻は生前の母上、5〜7巻はその巻のメインヒロインである姫君がその役目を担っている）。
百地 魔風（ももち まふう）
伊賀の中忍。かがりたちくノ一の師匠。
見た目は雷蔵と同じくらいの少年だが、実年齢は不明（かがり達が物心付く頃から既にこの姿だったという）。陽の光を浴びると調子が悪くなる。百活の術者と呼ばれ、忍の活法のすべてを修めたとも。変わり身などの基礎から、かがりの「神体合」に似た「鋼体合」（こうたいごう）や「羅仙眼」などの特異なものまでも使いこなす。
いつかは抜けないかと長い間持ち歩いていた「隠切の太刀」を雷蔵が抜いてその力を使うのを見て、雷蔵に太刀を託した。

### 伊賀の里
百地おろち
伊賀の里の次期頭領。みずちとは双子の姉妹。
伊賀くノ一の頭領「姫影」になるために里に伝わる百活を修めようと、くノ一達を呼び戻した。一行到着の時点で残っていたのは三上忍それぞれの奥義と神体合の4つ。性格はサディスティックでいじめっ子気質。ちょうど虐げられてきたことでいじめられっ子体質だった雷蔵と妙に馬があった。兄と呼んでからかいながら留め置くが、最後のかがりとの神体合対決で雷蔵を念者役に選ぶ。術こそ習得できたが、かがりほどの覚悟が足りず神体合勝負で敗北した。
黒駒（くろこま）
かがりの憧れの先輩。伊賀三上忍の一人。里の主力として活躍しており、初登場直前まで美濃に出向いていた。
里屈指の体術使いであり、騎馬武者を打倒する「斬人斬馬拳」（ざんじんざんばけん）、誰にも見えないとされる奥義「魂陰」（たまかげ）を操る。
雛雪（ひなゆき）
如火の憧れの先輩。伊賀三上忍の一人で里の主力として活躍しており、初登場直前まで駿河に出向いていた。
如火を越える銃の使い手。奥義は発射された銃弾に自分の銃弾を当てて相殺する「死撃」（しげき）。
甘楽（かむら）
姫丸の憧れの先輩。伊賀三上忍の一人で里の主力として活躍しており、京に出向いていた。
「女」であることを利用した術を得手とする「閨事衆」の一員であり、姫丸にくノ一を仕込んだ師匠。「他心通」（こころよみ）の異名で知られており、動作や事前情報から相手の喜ぶところを的確に突くことを得意とする。
幽香（かすか）
「神体合」の元術者。血の繋がりは無いものの、かがりは彼女を「姉」と慕う。
かつては里一番の使い手とされたが、接吻を交わした主に用済みとされてしまい、想い破れた現在は術を使うことができない。里にこもり5年間寝付いているという。ただ、他の歴代の術者とは異なり、完全に邪体合を発動してはおらず、動かないのは足のみである。
綾守（あやがみ）
おろちの側に控えるくノ一。装束がどことなくメイド風。
修羅雪（しゅらゆき）
「隠切の太刀」に憑いた付喪神であり、太刀本来の銘。一見すれば長身の美女だが、額に2本の角を持つ本物の鬼。
雷蔵が太刀を使いこなせるようになるべく、祈祷で召喚されるも、覚悟の足りない者に使われることを拒否。雷蔵を試すべく試合を挑ませた。鬼の膂力で圧倒するも、自身の怪力を逆に利用されて一本とられたことで雷蔵を認め、以後太刀は雷蔵の意志で抜けるようになった。（それでも、抜くことができるのは主と認めた雷蔵だけである）
ちなみに、この試練以前に数回抜けたのはたまたま彼女が寝起きでぼーっとしていたタイミングだったため。

### 仇敵
冠木 星眼（かぶき せいがん）
雷蔵たちの宿敵。刀家を滅ぼした戦国武将。
見た目は長髪の青年だが、どことなく禍々しい雰囲気を醸し出す。かがりに興味を持ち、味方に引き入れようと幾度か誘いをかけたり、直接の戦い以外でも雷蔵一行を罠にかける。
自分の血を使って他の人間に施した刺青でその人間を傀儡として操る「血印」（けついん）や、桜の花を使った怪しい技などを使う。
女性に関しては10歳から80歳までとかなり守備範囲が広く、かがりだけでなくみずちにも興味を持つが、自分の部下のくノ一は用済みになれば躊躇なく切り捨てもする。
以前は神体合の念者だったこともあり、かがりには特に惹かれている節がある。
明智十兵衛光秀（あけち じゅうべえ みつひで）
星眼の謀臣で、「乱世を呼ぶ男」を名乗る青年。策士だが作戦が失敗したとみれば、それ以上傷を広げないうちに素早く撤退する臨機応変さも持つ。
実在の明智光秀と同姓同名で、没落した美濃の名族の出身であるが、同一人物であると明言されてはいない。
百花忍び軍（ひゃっか しのびぐん）
星眼配下の中でも上位に位置するくノ一部隊。くノ一の多くは星眼の命によりさらわれてきた挙句、血印により操り人形とされた女性達。
特に血印で傀儡にされた者は倒されると死体を残さず、桜の花びらと化して消えていく。
刈羽（かりは）
星眼配下の女武者。最初に雷蔵を襲った刺客で、一度はかがりを追い詰めたが、雷蔵と会い神体合を会得したかがりの前では敵ではなく、部下の兵ともどもまとめて倒された。
那蛇（なじゃ）
星眼に仕えるくノ一。人間の腱で作った2つの鞭を自在に操る。
楼那（るな）
百花忍び軍の一人。フリルのついた着物に傘を差した女性。京言葉で話す。
破（やぶれ）
百花忍び軍の一人。短髪の女性で、強い相手と戦いたがる単細胞な性格。だが楼那には頭が上がらない。神体合を使うかがり同様の怪力と肉弾格闘を得意とする。
ころ
星眼に仕える女性。ふくよかで気さくな女性で、見た目そのままの大食漢。かがりに天下布女という星眼の旗印について嬉々として説明していた。「ころ」という名前は「犬っころ」の「ころ」であるらしい。
「百花忍び軍のお歴々」が集合した場に彼女もいたが、忍び軍の一人なのかどうかは不明。
律花（りっか）
エズミ編で十兵衛とともに行動しているくノ一。黒髪にコルセットのような衣装＋上着をまとった女性。
胸を中心に施した刺青（血印かどうかは明言されていない）を相手に触れさせることで、その相手を意のままに操る「傀儡移し」（くぐつうつし）という技を持つ。また、所持している大きな扇子で風を起こすなどの技も扱う。
探女（さぐめ）
雷蔵に放たれた刺客。毒舌家。その舌で雷蔵のトラウマとこれまでの失恋をつついて「鏡地獄」に落とした。復活した雷蔵の太刀に斬られ、外術のみを解除できる実例となった。以後、雷蔵たちと異天城攻略に同行する。

### 入国の乱
ひばり姫
相楽国鏑木城の姫君。行方不明の父に代わり、国の象徴となっている。その人気は非常に高く、家臣や領民のアイドル。
雷蔵の気遣いや優しさに触れ、次第に彼に想いを寄せていく。大殿の決定により、彼との結婚も決まった。しかし、雷蔵は幸せな雰囲気にトラウマが発動。また、彼女が角を見てしまったことでそれが加速、姫が「そんなことは気にしない」と言うのを聞かずに逃走してしまう。
その後、雷蔵（＝自分の婿と記した上で）を連れてきてくれ、と国中にお触れを出した。このため、雷蔵は自身も与り知らぬところで領民の恨みを買っている。
石見 権三（いわみ ごんざ）
相楽筆頭家老。
十兵衛を引き入れた張本人。やや小心ながらも下克上として相楽の乗っ取りを企てた。
雷蔵たちに蹴散らされ、現在は隠れ住む日々だが、謀反人よりも姫の婿の方が領民に（怒りを買って）捜されているため、少々複雑な様子。
十兵衛（じゅうべえ）
小姓の一人。どこか軽い雰囲気の青年。
その正体は星眼の謀臣明智十兵衛（前述）。相楽の下克上を謀り、小姓として潜入。石見を唆してクーデターを決行した主犯格。
大殿
鏑木城城主、ひばり姫の父親。
石見と十兵衛が起こした下克上計画のために囚われ、地下牢に閉じ込められていた。雷蔵たちと同じ房にいたが、当初は遺体と間違われ、次いで話せることがわかってもボケ老人扱いだった。が、姫の救出後は普通に意識を取り戻していた。
雷蔵を勇者であると認め、姫の婿になるよう要請する。

### 参戦の乱
柳生 飯綱（やぎゅう いづな）
柳生の庄の姫君。武門の柳生直系だけあり、非常に武に長けた人物。小柄な少女であるが、大の男を巨大な鎧を付けたまま倒してしまうほど。迷い込んできた雷蔵が大会参加者になったことから、「自分の修行」と称して雷蔵を鍛え上げる。
棟梁の地位よりも、武人として自分を認めて欲しい、そして柳生を守る侍になりたいという願いを持っている。今回の大会で優勝することを欲したのもそのためである。しかし、対戦相手の真珠郎から術を移され、自意識を半分保ったままで暴走、一族の者を手にかけてしまう。雷蔵の「隠切の太刀」で術は解かれ、残っていた自意識が手加減したことで父親をはじめとする一族の者も助かった。
雷蔵への好意を認めるも、ライバルとして強くなってこいと送り出す。
柳生 新左衛門 宗厳（やぎゅう しんざえもん むねよし）
柳生の庄頭領、飯綱の実父。
優勝者との結婚を約束として、飯綱の参戦を認めた。
星眼の介入が判明した後、勝負は水入りしたものであるから今回は優勝者なしとし、飯綱、雷蔵両名ともに次回に向けて強くなれと告げる。
柳生 又十郎 厳正（やぎゅう またじゅうろう よしまさ）
柳生一族の男性。参加者の一人であり、雷蔵の一回戦の相手。背負いからの抜刀術を得意とする。その剣で雷蔵を追いつめるも、出血から無心になった雷蔵に両腕を落とされて敗北する。
雷蔵の「よりによってこの人」や、彼が敗北した時に真珠郎が呟いた「これでよかった」などのセリフから、一族の中でも有名な手練である様子。
柳生 真珠郎 余一（やぎゅう しんじゅろう よいち）
柳生一族の男性。飯綱姫の二回戦での相手。
病身のため、物心ついた頃には「柳生の恥さらし」と座敷牢に幽閉される。その経験が彼に一族に対して深い怨みを抱かせた。そこへ現れた星眼の言に乗り、蛇と茨の血印を施される。
事実上、この刺青に肉体を完全に乗っ取られており、意識を失ってなお動く。反面、真珠郎本人は操り人形に過ぎず、防衛行動をとることなく相手を滅ぼすことを優先する。このため、無刀取りで動きを封じられたところを、跳ね上げられた飯綱姫の刀に貫かれて敗北。今際の際、彼女に呪印を移し替え、花吹雪となって消滅した。

### 疑惑の乱
月丘 薊（つきおか あざみ）
旧刀家家臣の娘。雷蔵たち一行に従者として随行を申し出た。家事一般に長けるため、一時重宝された。
その正体は、星眼の術を受け、彼に心酔する間者。雷蔵の元へ潜り込むという密命を受け、離間策を成功させる。しかし、その策が彼女にとって無能にしか見えなかったかがりを星眼の仲間に引き入れるためと知り驚愕。嫉妬心から両名を始末しようとし、星眼から「いらない」と宣告される。
自身の価値を示すべく、かがりに挑んだが敗北し、術を解かれて炎の中へ消えた。

### 海賊の乱
九鬼 つなみ
亡国九鬼の跡取り娘。「海賊王女（ピラッタ・プリンセーザ）」を名乗り、志摩近辺で海賊の女頭領として活動する。
船の難破した雷蔵と遭遇、呼気蘇生法で彼を救う（雷蔵はこれを接吻と誤解）。自身の生に価値を見出せていなかったようだが、雷蔵に「好きになった相手だから死ぬな」と乞われて考えを改める。感謝と同時に彼に好意を抱き始めていたところ（決着がつく直前には雷蔵を連れて気ままに海賊をやっている姿を思い浮かべている）、雷蔵が自身の誤解に気づいてしまい、彼女の話を（またしても）最後まで聞かずに逃げてしまった。
以後、九鬼の旗頭として、お家の再興を為すべく、再び「海賊王女」を続けることを決める。
黒鷹（くろたか）
つなみ配下の青年。忍者。
シウバ
つなみの仇敵。もともとはポルトガル系と見られる南蛮人（西洋人）で、商船か海賊船の漂着民。
現在は北畠に雇われており、つなみと再会し、彼女を「花嫁」と称して連れ去った。しかし、彼女のことは覚えていなかった。
星眼の外術によって不死身の体を得、血液が毒に変じている。なお、外見の年齢はつなみと出会ったときから変化がなくなっていた（つなみの両親を殺した当時は顔の刺青がなく、会話からもまだ星眼には会っていなかったようである）。雷蔵に隠切の太刀で斬られ、術が消えると同時に本来の年齢・老人の容姿へと変わっている。

### 奇跡の乱
エズミ
天使（あんじょ）とも呼ばれる異国の修道女。
つなみに振られた後、（誤解だらけで）自暴自棄になった雷蔵を保護した。雷蔵に対して好意を抱く。
実はポルトガル王ジョアンIII世の娘・エスメラルダ・クララ・アヴィシュ。愛妾との間に生まれた庶子であったが、後継争いを避けるため教会に預けられていた。しかし、王妃と後継者たちが相次いで死去、高齢の王が後継者として彼女を呼び戻そうとしていた。十兵衛は星眼の血印で彼女を傀儡とした上で祖国へ返すことで、ポルトガルを間接的に支配する計画を立てていた。雷蔵と祖国へ戻って少女としての幸せを得るか、教会に残って天使として人々を助けるかで思い悩んだが、最終的に天使として生きることを選び、雷蔵に別れを告げた。

## 術
神体合（しんたいごう）
主にかがりが操る術。「接吻を交わしたる男子」に見つめられることで鋼並みの防御力と、無敵の強さを発揮する気功術。発動中は全身に刺青が浮き出る。また、多少傷を負っても術が発動すると即座に治癒する。
かがりの事例がある通り、接吻を本当に交わしたか否かは問題ではない様子。しかし、この術は思い人の視線がなければ発動すらできず、相手が他人に心を移すと術は使えず廃人同様になってしまうなど、弱点も多い。まともに発動すれば無類の強さを誇る反面、常に相手と一緒にいなければならないなど、使うだけでも難しいものがある。
なお、想い破れて相手を憎悪するようになってしまうと使えないどころか、強力な力が術者自身を襲って石化してしまう「邪体合」（じゃたいごう）が発生し、生きてこそいるものの、動くことも語ることもできなくなってしまう。
現在この術を使うことができるのはかがりと雷蔵だけとなっている。
血印（けついん）
星眼の使う外術。自らの血で他人に刺青を施し、その相手を思い通りに操る。

## 書籍情報
講談社シリウスコミックスとして刊行。
1. 第1巻 2006年3月23日発行 ISBN 4-0637-3019-0
2. 第2巻 2006年8月23日発行 ISBN 4-0637-3034-4
3. 第3巻 2007年2月23日発行 ISBN 978-4-0637-3058-6
4. 第4巻 2007年10月23日発行 ISBN 978-4-0637-3091-3
5. 第5巻 2008年6月23日発行 ISBN 978-4-0637-3120-0
6. 第6巻 2009年1月23日発行 ISBN 978-4-0637-3152-1
7. 第7巻 2009年11月20日発行 ISBN 978-4-0637-3195-8
8. 第8巻 2010年9月9日発行 ISBN 978-4-0637-6233-4
9. 第9巻 2011年5月9日発行 ISBN 978-4-0637-6268-6
  - 第9巻（特装版） 2011年5月9日発行 ISBN 978-4-0636-2188-4